# Kunstpreis der Stadt Innsbruck
Der Preis der Landeshauptstadt Innsbruck für künstlerisches Schaffen wird seit 1952 in Innsbruck als Kunstpreis vergeben.

## Modus
Der Kunstpreis wurde bis 2014 alle zwei Jahre abwechselnd in den Sparten Bildende Kunst, Literatur und Musik vergeben, wobei Bewerbungen selbst eingereicht wurden. Seit 2016 wird der Preis jährlich, wiederum abwechselnd in den drei Sparten, vergeben und die Kandidaten werden von einer Fachjury nominiert und ausgewählt. Seit 2016 ist der Preis mit 12.000 Euro dotiert.

## Preisträger

### 1950er-Jahre
1952
- Instrumentalmusik Emil Berlanda
- Lyrik Ingeborg Mühlhofer, Albert Köller
- Malerei und Grafik Fritz Berger

1953
- Vokalmusik Walter Kurz, Norbert Gerhold
- Dramatische Dichtung Gertrud Theiner-Haffner, Hermann Kuprian
- Bildhauerei Franz Staud, Hans Pontiller

1954
- Erzählende Dichtung Robert Skorpil, Ernst Meister

1955
- Lyrik 1. Preis Helmut Schinagl, 2. Preis Gertrud Theiner-Haffner, 3. Preis Ingeborg Teuffenbach
- Malerei und Grafik 1. Preis Rudolf Kreuzer, 2. Preis Norbert Drexel, 3. Preis Franz Lettner

1958
- Vokalmusik 2. Preis Josef Schmidhuber, 3. Preis Alfred Sym
- Lyrik 2. Preis Heinrich Klier 3. Preis Walter Miess
- Malerei 1. Preis Wilfried Kirschl, 2. Preis Gerhild Diesner, 3. Preis Hilde Nöbl
- Architektur 1. Preis Friedrich Wengler
- Bildhauerei 1. Preis Siegfried Hafner, 2. Preis Franz Roilo, 3. Preis Erich Keber

### 1960er-Jahre
1962
- Malerei Luis Baur
- Grafik Helmut Rehm

1963
- Lyrik Eva Lubinger-Miess
- Erzählende Dichtung Helmut Schinagl
- Dramatische Dichtung Franz Hölbing

1964
- Instrumentalmusik Raimund Jahn
- Vokalmusik Günther Andergassen

1965
- Malerei Elisabeth Bauerstein
- Grafik Walter Honeder
- Bildhauerei Siegfried Parth

1966
- Lyrik Anna-Maria Dietrich
- Erzählende Dichtung Hugo Bonatti
- Dramatische Dichtung Helmut Schinagl

1968
- Instrumentalmusik Peter Suitner

1969
- Malerei Anton Christian
- Grafik Reiner Schiestl

### 1970er-Jahre
1970
- Lyrik Hanspeter Niss
- Dramatische Dichtung Eva Lubinger-Miess

1972
- Grafik Ekke Degn
- Bildhauerei Hans Kölbinger

1973
- Lyrik Albert Jaschke
- Erzählende Dichtung Hanns Humer, Walter Thöny
- Dramatische Dichtung Siegfried Winkler

1976
- Malerei 1. Preis Karl Käfer, 2. Preis Wilhelm Bernhard, 3. Preis Kurt Lang
- Bildhauerei 2. Preis Ingrid Rödlach, 3. Preis Heini Zak
- Grafik 1. Preis Turi Werkner, 2. Preis Maria Tomasseli Cirne-Lima, 3. Preis Wolfgang Luchner

1978
- Lyrik 2. Preis Matthias Schönweger, 3. Preis Markus Wilhelm
- Erzählende Dichtung 2. Preis Siegfried Winkler, Margarethe Schön-Wrann, 3. Preis Alois Schöpf
- Dramatische Dichtung 1. Preis Felix Mitterer, 2. Preis Margarethe Schön-Wrann

### 1980er-Jahre
1980
- Instrumentalmusik 1. Preis Erich Urbanner, 3. Preis Michael Buchrainer
- Vokalmusik 3. Preis Günther Zechberger
- Oper 1. Preis Hubert Stuppner

1982
- Malerei 1. Preis Ingeborg Höck, 2. Preis Erich Tschinkel, 3. Preis Peter Paul Tschaikner
- Grafik 1. Preis Elmar Peintner, 2. Preis Kurt Lang, 3. Preis Gernot Baur
- Bildhauerei 1. Preis Siegfried Gitterle, 2. Preis Johannes Maria Pittl, 3. Preis Christian Bachlechner
- Fotografie 1. Preis Kurt Mimmler, 2. Preis Michael Sardelic, 3. Preis Wulf Ligges

1984
- Lyrik 1. Preis Helmuth Schönauer, 2. Preis Winfried Werner Linde, 3. Preis Klaus Menapace, Markus Wilhelm
- Dramatische Dichtung 2. Preis Winfried Werner Linde, 3. Preis Hugo Bonatti
- Erzählende Dichtung 1. Preis Markus Wilhelm, 2. Preis Gregor Retti, 3. Preis Michael Amerstorfer, Walter Klier

1986
- Instrumentalmusik 1. Preis Michael Buchrainer, 2. Preis Florian Bramböck, 3. Preis Thomas Larcher
- Vokalmusik 1. Preis Martin Lichtfuss, 2. Preis Günther Andergassen, 3. Preis Raimund Jahn
- Oper 3. Preis Norbert Zehm

1988
- Malerei 1. Preis Lois Salcher, 2. Preis Helmut Geier, 3. Preis Patricia Karg
- Grafik 1. Preis Ernst Reyer, 2. Preis Rudolf Heller, 3. Preis Markus Wörgetter
- Fotografie 1. Preis Anton Hanny, 2. Preis Franz Koubowetz, 3. Preis: Günther Seidl-Rieglhofer
- Bildhauerei 2. Preis Peter A. Bär, Anselm Obletter, 3. Preis Georg Loewit

### 1990er-Jahre
1990
- Lyrik 1. Preis Sepp Mall, 2. Preis Helmut Schinagl, 3. Preis Helmuth Schönauer
- Dramatische Dichtung 2. Preis Helene Flöss, 3. Preis Hans Augustin
- Erzählende Dichtung 1. Preis Norbert Gstrein, 2. Preis Irmgard Hierdeis, 3. Preis Oswald M. Klotz

1992
- Instrumentalmusik 1. Preis Thomas Larcher
- Vokalmusik 2. Preis Bernhard Jestl

1994
- Malerei 1. Preis Egone Scoz, 2. Preis Michael Ziegler, 3. Preis Christian Röck
- Grafik 1. Preis Gernot Baur, 2. Preis Annemarie Laner, 3. Preis Elisabeth Moser
- Fotografie 1. Preis Verena Gfader, 2. Preis Andrea Keusch, 3. Preis Heidrun Widmoser
- Bildhauerei 1. Preis Peter A. Bär, 2. Preis Franz Irsara, 3. Preis Kurt Lang

1996
- Lyrik 2. Preis Barbara Hundegger
- Dramatische Dichtung 2. Preis Manfred Schild, 3. Preis Georg Aichinger
- Erzählende Dichtung 2. Preis Erika Wimmer, 3. Preis Melitta Breznik

1998
- Instrumentalwerke 2. Preis Thomas Larcher, 3. Preis Kurt Estermann
- Vokalwerke 1. Preis Kurt Estermann

### 2000er-Jahre
2000
- Malerei 2. Preis Andrea Holzinger, 3. Preis Heidrun Widmoser, Michael Ziegler
- Grafik 1. Preis Christopher Grüner, 2. Preis Nikolaus Schletterer, 3. Preis Lies Bielowski
- Bildhauerei 1. Preis Maria Stoll, 2. Preis Julia Taucher, 3. Preis Thomas Feuerstein
- Fotografie 1. Preis Michael Zwetkoff, 2. Preis Erwin Seppi, 3. Preis Robert Gfader

2002
- Lyrik 1. Preis Barbara Hundegger, Christoph W. Bauer, 3. Preis Hans Augustin
- Dramatische Dichtung 1. Preis Irene Prugger, 2. Preis Erika Wimmer
- Erzählende Dichtung 1. Preis Alois Hotschnig, 2. Preis Bernhard Aichner

2004
- Instrumentalwerke 1. Preis Thomas Amann, 2. Preis Gunter Schneider, Sebastian Themessl, 3. Preis Paolo Tomada
- Vokalwerke 1. Preis Sebastian Themessl, 2. Preis Wolfgang Heißler, 3. Preis Michael Roner
- Oper 2. Preis Kurt Estermann

2006
- Malerei Preisträger Manfred A. Mayr, Förderpreis Herbert Hinteregger
- Grafik Preisträger Paul Thuile, Förderpreis Christoph Hinterhuber
- Bildhauerei Preisträger Ernst Trawöger, Förderpreis Pia Steixner
- Fotografie/Neue Medien Preisträger Carola Dertnig, Förderpreis Barbara Doser

2008
- Lyrik 1. Preis Barbara Hundegger, 2. Preis Oswald Köberl, 3. Preis Julia Rhomberg
- Dramatische Dichtung 1. Preis Irene Prugger, 2. Preis Barbara Hundegger, 3. Preis Georg Aichinger
- Erzählende Dichtung 1. Preis Erika Wimmer, 3. Preis Martin Fritz, Barbara Aschenwald

### 2010er-Jahre
2010
- Instrumentalwerke 1. Preis Eduard Demetz, Christof Dienz, 3. Preis Manuela Kerer
- Vokalwerke 1. Preis Christof Dienz, 3. Preis Sebastian Themessl, Manuela Kerer
- Oper 2. Preis Sebastian Themessl, 3. Preis Manuela Kerer, Christof Dienz

2012
- Malerei Preisträger Sabine Groschup, Förderpreis Wolfgang Wirth
- Grafik Preisträger Richard Hoeck, Förderpreis Annelies Oberdanner
- Bildhauerei Preisträger Siggi Hofer, Förderpreis Sonia Leimer
- Fotografie/Neue Medien Preisträger Annja Krautgasser, Förderpreis Katharina Cibulka

2014
- Lyrik 1. Preis Ulrike Elisabeth Sarcletti, 2. Preis C. H. Huber, 3. Preis Margit Jordan
- Dramatische Dichtung 1. Preis Erika Wimmer, 2. Preis Michael Domanig, 3. Preis Carolina Schutti
- Erzählende Dichtung 1. Preis Stefan Abermann, 3. Preis Carolina Schutti, Bernd Schuchter

2016
- Musik: Johannes Maria Staud

2017
- Bildende Kunst: Rens Veltman

2018
- Literatur: Norbert Gstrein

2019
- Musik: Markus Kraler und Andreas Schett für ihre „Musicbanda Franui“[1]

### 2020er-Jahre
2020
- Bildende Kunst: Karin Ferrari

2021
- Literatur: Christoph W. Bauer[2]

2022
- Musik: Franz Baur[3]

2023
- Bildende Kunst: Maria Peters

2024
- Literatur: Angelika Rainer